# Killington (Vermont)
Killington – amerykańska miejscowość położona w hrabstwie Rutland, w stanie Vermont. W 2010 roku miejscowość liczyła 811 mieszkańców. Miejscowość ta, położona w Górach Zielonych jest ośrodkiem narciarskim, najważniejsze szczyty to Killington Peak (1289 m) i Pico Peak (1209 m). Ośrodek Killington Ski Resort posiada łącznie 117 km tras narciarskich, z czego 28% przeznaczone jest dla początkujących, 33% dla średnio-zaawansowanych, a 39% jako zaawansowanych. Trasy obsługiwane są przez system 21 wyciągów, w tym dwie kolejki gondolowe. Ośrodek otwarto w 1958 roku. Znajduje się tu też sieć pieszych szlaków turystycznych oraz trasy rowerowe.
W listopadzie 2016 roku odbyły się tu po raz pierwszy zawody Pucharu Świata w narciarstwie alpejskim.

## Galeria

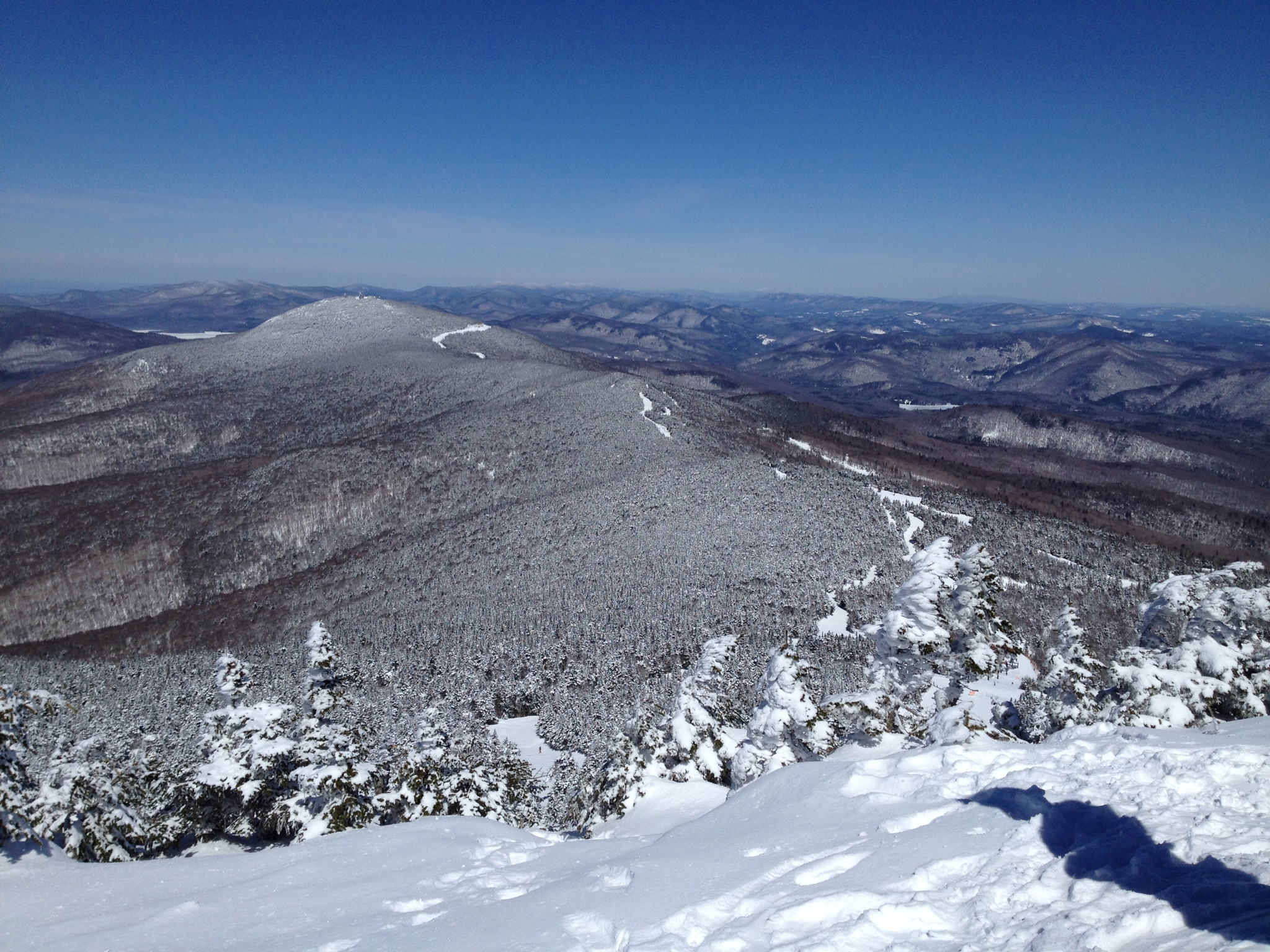
Widok ze szczytu Killington Peak
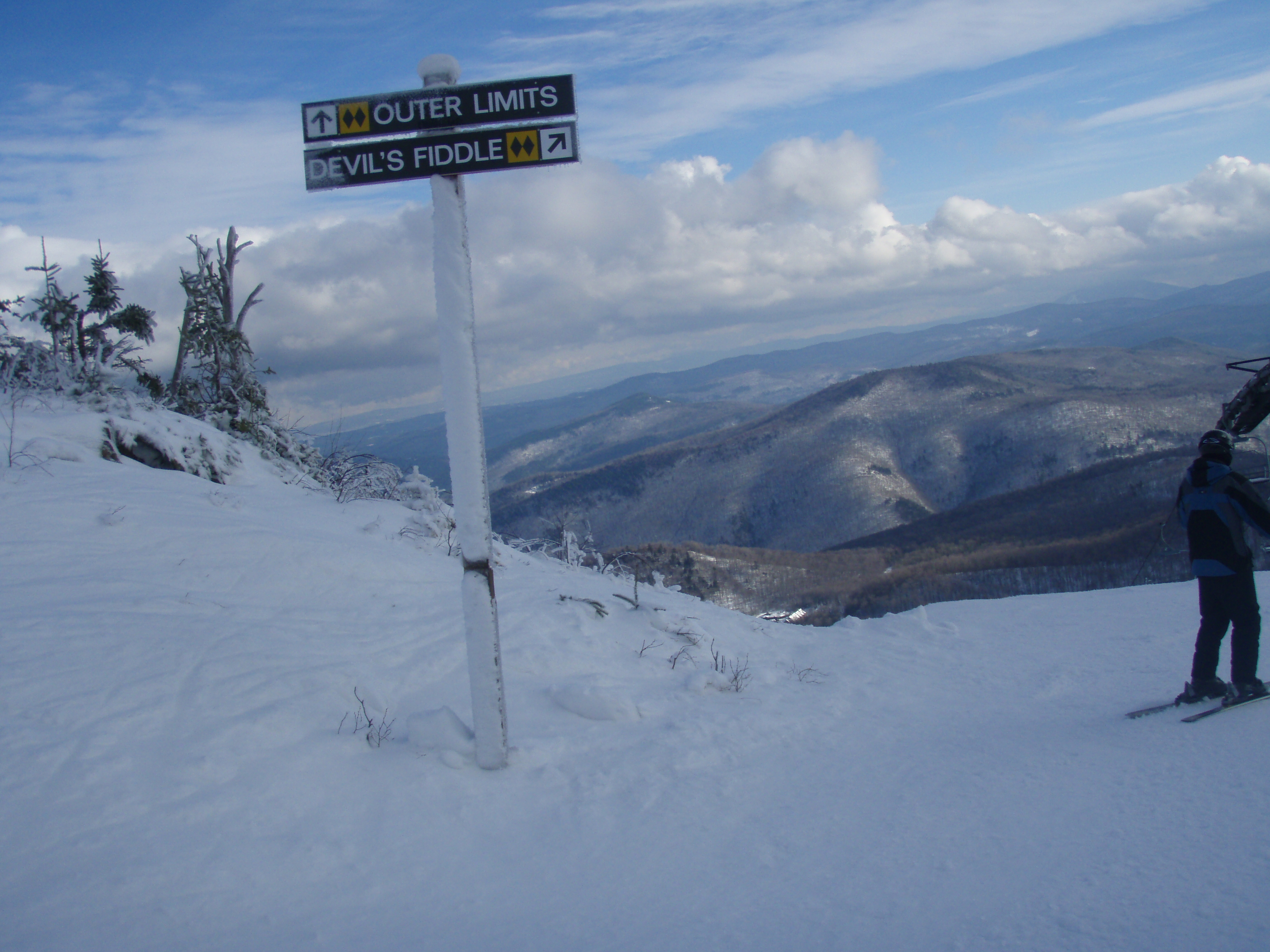
Trasa narciarska
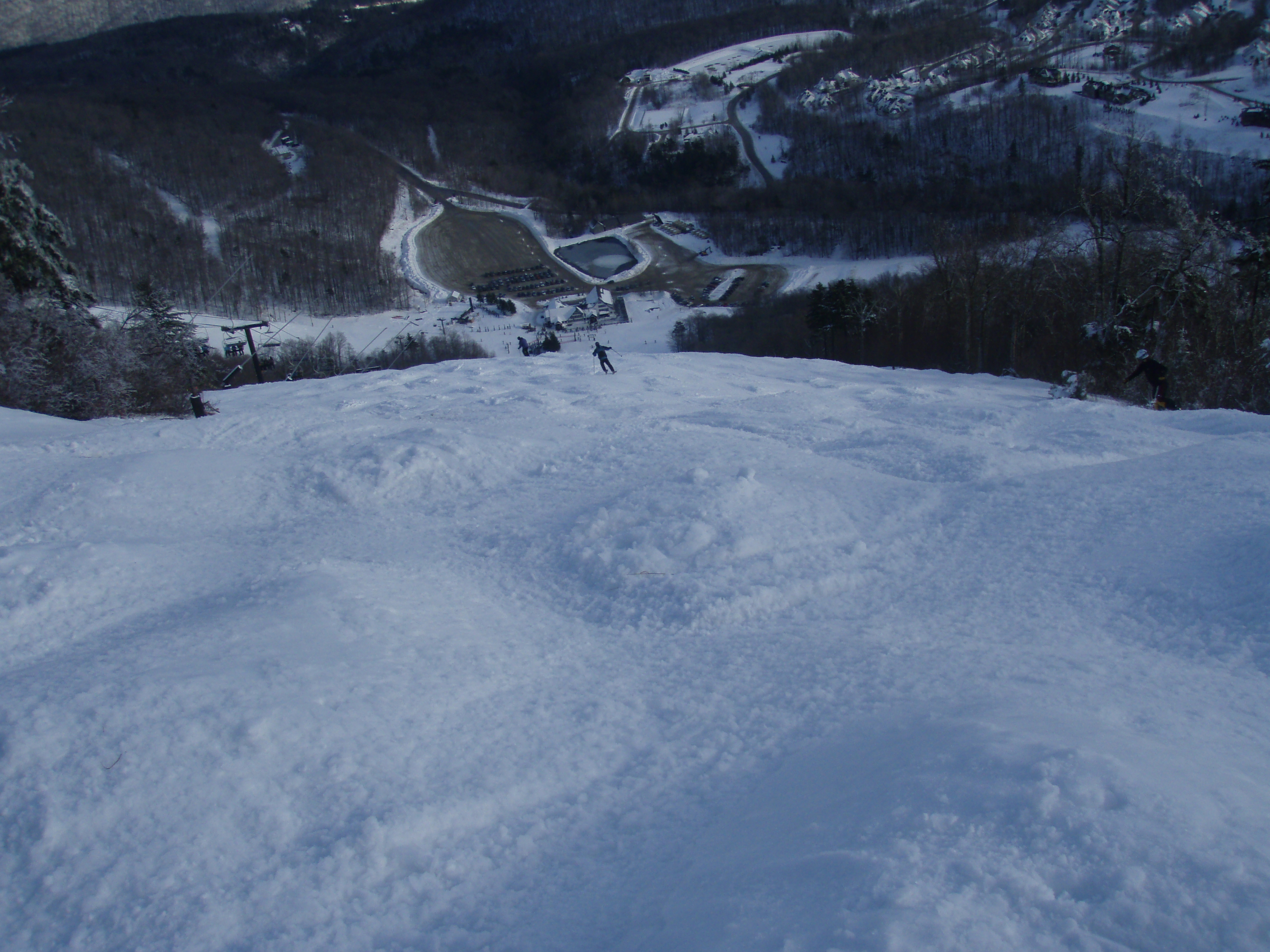
Trasa Outer Limits
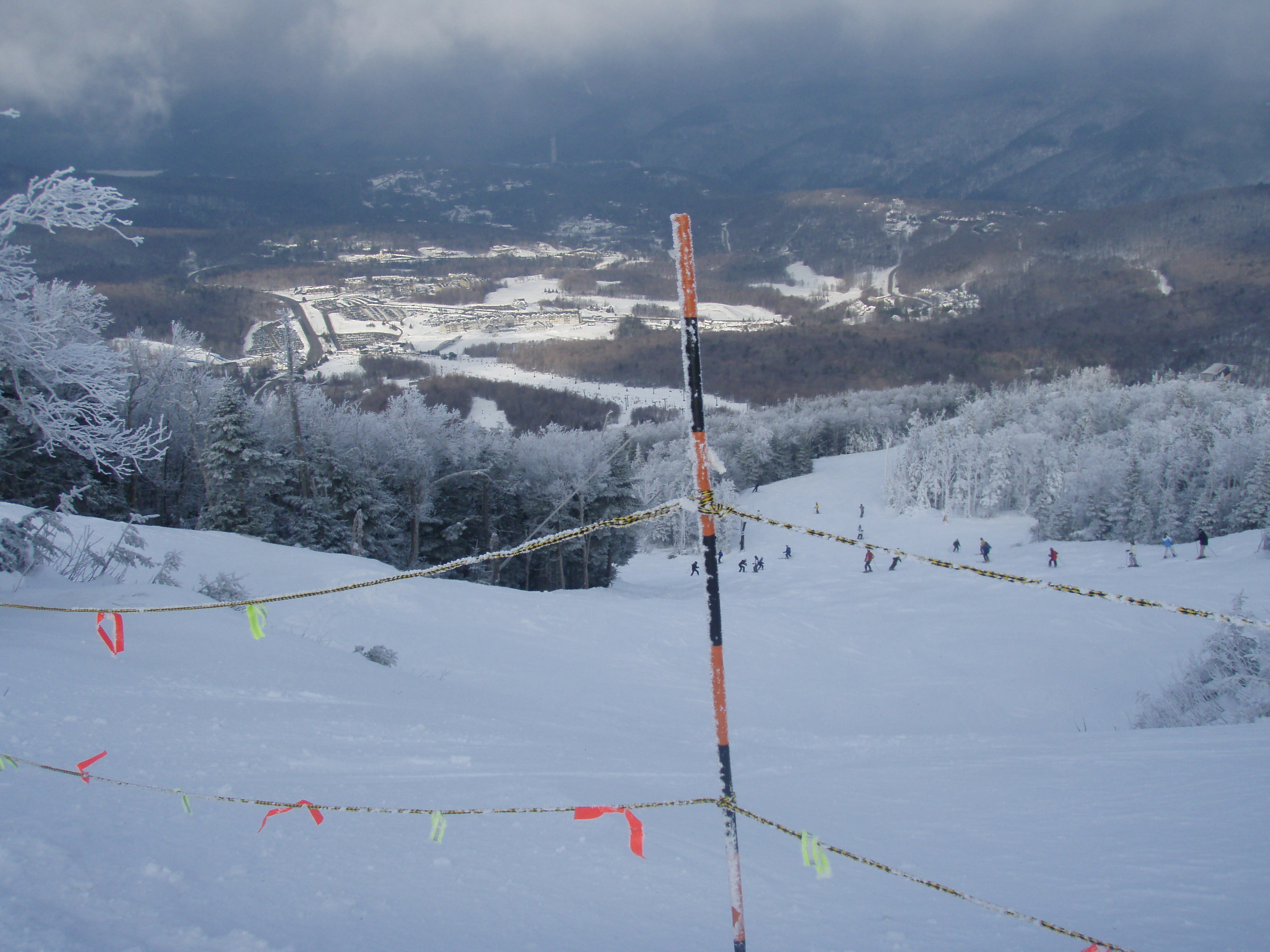
Widok na ośrodek ze Skye Peak
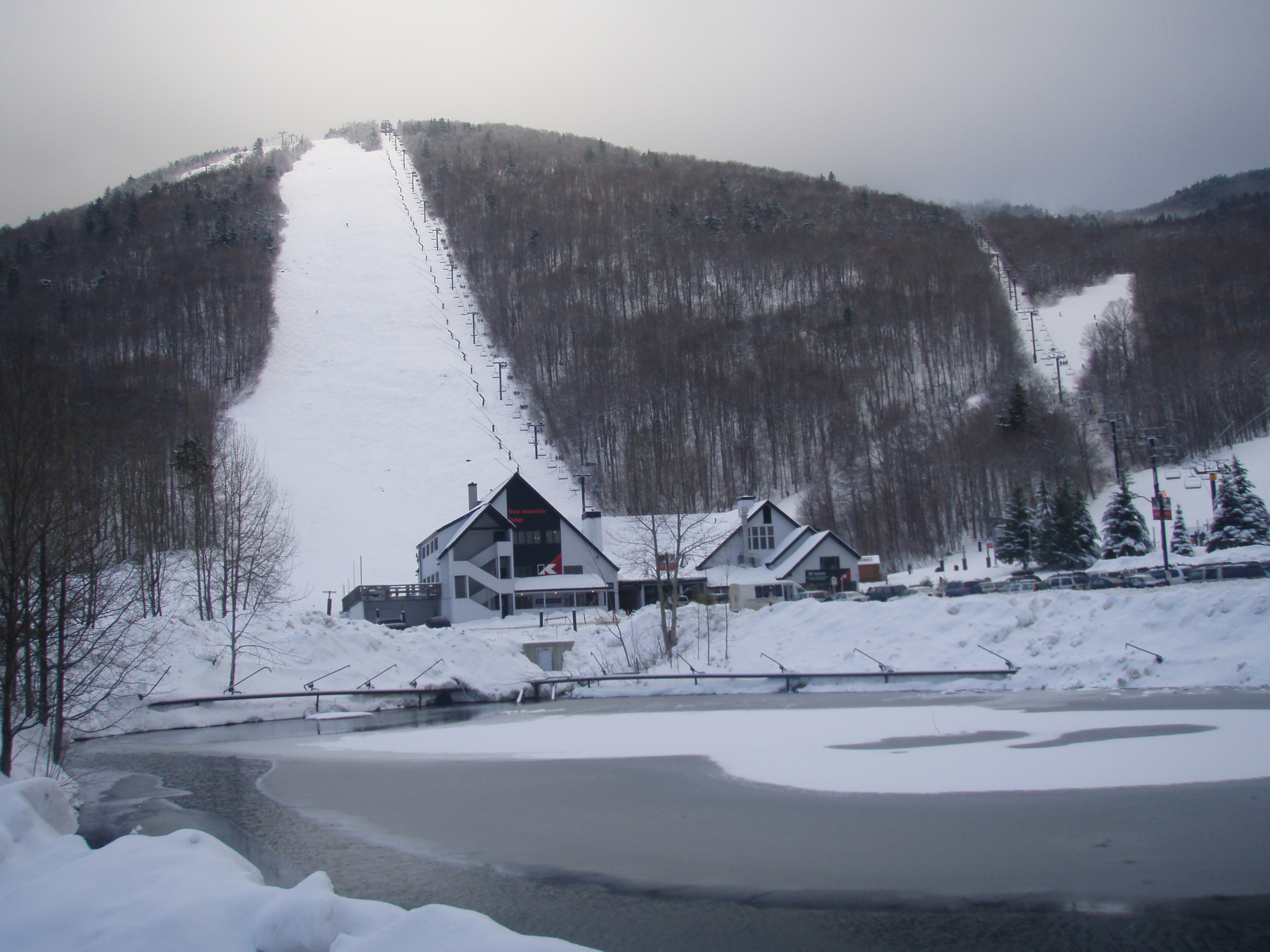
Bear Mountain